# Fumimaro Konoe

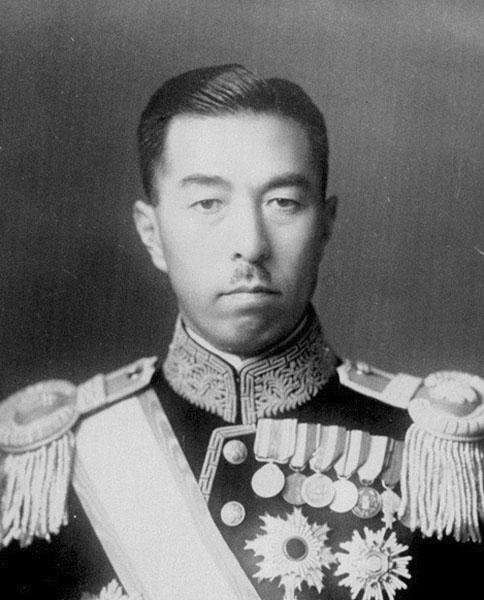
Fumimaro Konoe.

El príncep Fuminaro Konoe (近衞 文麿), també dit Konoye (12 d'octubre, 1891-16 de desembre, 1945) va ser el trenta-quatrè Primer ministre del Japó.